# Akolawa
Akolawa (en népalais : अकोलवा) est un comité de développement villageois du Népal situé dans le district de Rautahat. Au recensement de 2011, il comptait 7 186 habitants.